# 臺南廳

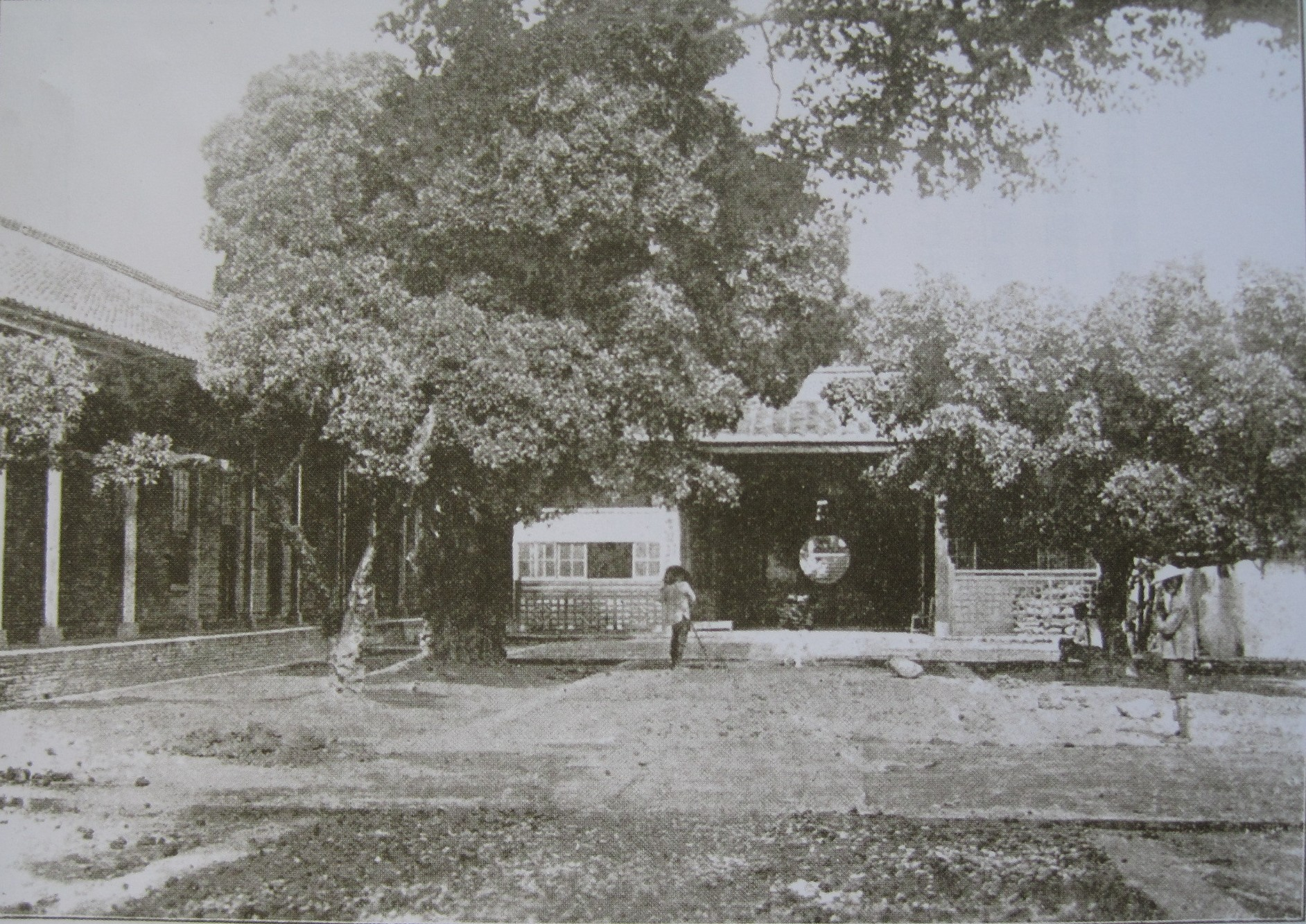
沿用清朝衙署的臺南廳舍

臺南廳（日语：〔〕／ Tainan chō */?）為台灣日治時期行政區劃之一，設立於1901年（明治34年）11月至1920年10月間。

## 沿革
1901年11月，臺灣總督府以辨務署負責地方政務，而縣及廳介於總督府與辦務署之間，造成行政事務上的欠缺靈活 ，而廢止「三縣四廳」，設「二十廳」之行政單位，「廳」下設「支廳」，臺南廳因而成立。臺南廳最初的管轄範圍與1897的台南縣相同，並下轄安平、車路墘、大目降、灣裡、關帝廟、噍吧哖等六支廳。1903年3月，車路墘支廳於廢止，其所屬街庄併入臺南廳直轄與關帝廳廟支廳。1904年3月，台南廳街庄社名整併。1909年5月，台南市管轄區域的名稱由土名的街改為東、西區並由甲乙丙丁戊己庚辛取代；同年10月，台灣總督府將原有之二十廳，廢止合為十二廳，台南廳合併鳳山廳及鹽水港廳的一部分（麻豆、六甲、蕭壟、北門嶼等地）為台南廳。範圍包括廳直轄（今臺南市東、中西、北、南與仁德區）以及灣裡、麻豆、蕭壠、北門嶼、六甲、噍吧哖、大目降、關帝廟、阿公店、楠梓坑、打狗、鳳山等12支廳。
1914年3月，台南地方法院由自台南市東門街移轉至莊雅橋街的新廳舍；同月，位於打狗的臺南廳出張所廢止。1914年5月，民政部殖產局林業試驗場於打狗山及旗後半島設置移植試驗事務所，從事乾燥地與飛砂地的移植試驗。1915年3月，臺灣總督府中央研究所台南分室遷移至台南廳衛生試驗室內；同年4月，安平支廳併入臺南廳直轄；同年9月，鳳山婦人病院遷至旗後，改稱打狗婦人病院。1916年1月，關帝廟支廳下堡車里下湖庄爆發流行性腦膜炎，疫情持續至同年5月，共造成17人死亡。1917年10月，公告打狗貸座敷營業區域，位於打狗鹽町四至七丁目。1919年2月，台南市的東、西區與其下的街庄改制為31個町；同年，台灣總督府稅關安平支署出張所設立。大正9年(1920年)7月，時任台灣總督田健治郎為提高地方官的權限，廢西部十廳，實施「五州二廳」制度，台南廳之南部(阿公店、楠梓坑、打狗、鳳山等原鳳山廳區域)與阿猴廳、澎湖廳合併為高雄州，北部主體與嘉義廳合併為台南州。
| 地區       | 1897年 | 1898年 | 1901年   | 1909年 | 1920年 | 1920年                 |
| ---------- | ------ | ------ | -------- | ------ | ------ | ---------------------- |
| 北門嶼支廳 | 嘉義縣 | 台南縣 | 鹽水港廳 | 臺南廳 | 台南州 | 北門郡                 |
| 蕭壠支廳   | 嘉義縣 | 台南縣 | 鹽水港廳 | 臺南廳 | 台南州 | 新豐郡、新化郡、北門郡 |
| 蔴荳支廳   | 嘉義縣 | 台南縣 | 鹽水港廳 | 臺南廳 | 台南州 | 曾文郡、北門郡         |
| 六甲支廳   | 嘉義縣 | 台南縣 | 鹽水港廳 | 臺南廳 | 台南州 | 曾文郡                 |
| 直轄       | 台南縣 | 台南縣 | 臺南廳   | 臺南廳 | 台南州 | 台南市、新豐郡         |
| 安平支廳   | 台南縣 | 台南縣 | 臺南廳   | 臺南廳 | 台南州 | 台南市                 |
| 車路墘支廳 | 台南縣 | 台南縣 | 臺南廳   | 臺南廳 | 台南州 | 新豐郡                 |
| 大目降支廳 | 台南縣 | 台南縣 | 臺南廳   | 臺南廳 | 台南州 | 新化郡、新豐郡         |
| 灣裡支廳   | 台南縣 | 台南縣 | 臺南廳   | 臺南廳 | 台南州 | 新化郡                 |
| 關帝廟支廳 | 台南縣 | 台南縣 | 臺南廳   | 臺南廳 | 台南州 | 新豐郡、新化郡         |
| 噍吧哖支廳 | 台南縣 | 台南縣 | 臺南廳   | 臺南廳 | 台南州 | 新化郡、曾文郡         |
| 楠梓坑支廳 | 鳳山縣 | 台南縣 | 鳳山廳   | 臺南廳 | 高雄州 | 高雄郡                 |
| 打狗支廳   | 鳳山縣 | 台南縣 | 鳳山廳   | 臺南廳 | 高雄州 | 高雄郡                 |
| 鳳山支廳   | 鳳山縣 | 台南縣 | 鳳山廳   | 臺南廳 | 高雄州 | 鳳山郡                 |

1901年臺南廳位置，南側黃色地區
1909年臺南廳位置，亮藍色地區

## 行政區劃

### 1901年後（二十廳時期）
| 直轄/支廳  | 區         | 管轄區域 / 堡里：新街庄社名（舊街庄社名） | 備註                 |
| ---------- | ---------- | --- | -------------------- |
| 直轄       | 東區       | 臺南市 |                      |
| 直轄       | 西區       | 臺南市 |                      |
| 直轄       | 永內區     | 永康上中里：網藔庄（甲內庄、網藔庄、土虱堀庄、石頭坑庄、瓦厝社、竹林仔庄）、蜈蜞潭庄（烏水橋庄、蜈蜞潭庄、竹林前庄、角秀庄）、埔姜頭庄（埔姜頭庄、小橋庄、石車庄、小埤蔴園庄、大埤蔴園庄、埔仔庄）、蔦松庄（蔦松庄、六甲尾庄、大路口庄） 內武定里：三崁店庄（三崁店庄）、六甲頂庄（六甲頂庄、凹仔底庄）、鹽行庄（北館庄、大竹林庄、鹽行庄、洲仔尾庄、一甲庄） |                      |
| 直轄       | 長興區     | 長興上里：大灣庄（大灣庄） 長興下里：一甲庄（竹仔腳庄、一甲庄）、太子廟庄（六甲仔庄、太子廟庄、六甲店庄、土井仔庄、土庫庄、鹽地仔庄） |                      |
| 直轄       | 永仁區     | 永康下里：虎尾藔庄（關帝廳庄、虎尾藔庄、王牛稠庄、前甲庄）、後甲庄（太爺廍庄、後甲庄、許厝甲庄、草店尾庄）、三份仔庄（三份仔庄、中樓仔庄） |                      |
| 車路墘支廳 | 永仁區     | 仁和里：竹篙厝庄（竹篙厝庄、大東路庄）、桶盤淺庄（桶盤淺庄、大林庄）、鞍仔庄（鞍仔庄、堀仔庄）、牛稠仔庄（牛稠仔庄、南勢園庄）、十三甲庄（十三甲庄、一甲庄、二甲庄、馬厝庄） | 1903年併入台南廳直轄 |
| 車路墘支廳 | 仁德區     | 仁德北里：塗庫庄（塗庫庄、姜市街、竿林墘庄、崙仔尾庄、林仔頂庄、鐘厝庄、番仔車路庄）、新佃庄（新佃庄、北保仔庄、竹圍仔庄、𣏌竿庄、狗肉庄、營仔墘庄、埤仔頭庄）、崁腳庄（崁腳庄、白崙仔庄） 仁德南里：田厝庄（田厝庄、洋仔下庄、凹仔庄、東勢頭庄、後壁厝庄、拔林庄、三塊厝庄、崁尾庄、公館庄、土地公庄）、上崙仔庄（上崙仔庄、下崙仔庄、潭仔墘庄、鳥松腳庄、崙仔坪庄） | 1903年併入台南廳直轄 |
| 車路墘支廳 | 文依區     | 依仁里：中洲庄（中洲庄、上埤仔庄、下埤仔庄）、二橋庄（二橋庄、新園仔庄）、港墘庄（林仔邊庄、茄苳腳庄、下甲仔庄、五帝廟庄、中甲庄、港墘庄） 文賢里：車路墘庄（車路墘庄、三爺宮庄）、三甲仔庄（三甲仔庄、龜仔庄、紅花園庄、坑仔墘庄）、大甲庄（大甲庄、港崎頭庄、塗庫庄、二層行庄、山仔頭庄） | 1903年併入台南廳直轄 |
| 車路墘支廳 | 崇德區     | 崇德西里：大苓庄（大苓庄、西勢林庄）、林仔邊庄（林仔邊庄、埤仔口社、溝仔尾庄）、刣豬厝庄（刣豬厝庄、窩仔底庄、圍仔內庄）、大潭庄（大潭庄、小潭庄、副爺庄）、龜洞庄（龜洞庄、刣牛窩庄、糞箕湖庄、田中央庄、龜洞庄、灣崎庄、南溪庄）、布袋尾庄（布袋尾庄、鱉穴仔庄） | 1903年併入關帝廟支廳 |
| 安平支廳   | 安平區     | 效忠里：上鯤鯓庄（一鯤身社、二鯤身社、三鯤身社）、安平街（妙壽宮社、海頭社、十二宮社、港仔尾社、王城西社、市仔街、灰磘尾社） |                      |
| 安平支廳   | 新鯤區     | 新昌里：鹽埕庄（瀨口庄、下林仔庄、仙草藔庄、鹽埕庄、田藔庄、大館庄） 效忠里：下鯤鯓庄（四鯤身社、五鯤身社、六鯤身社、七鯤身社） |                      |
| 安平支廳   | 永寧區     | 永寧里：灣裡庄（灣裡庄、喜樹庄、港尾庄） |                      |
| 安平支廳   | 外武定區   | 外武定里：和順藔庄（五塊藔庄、舊和順藔庄、新和順藔庄、中洲藔庄、外塭庄）、安順藔庄（布袋嘴藔庄、新宅庄、溪頂藔庄、頂安順藔庄、下安順藔庄、新藔庄、總頭藔庄）、溪心藔庄（溪心藔庄、十三佃庄）、媽祖宮庄（港仔藔庄、四草湖庄、媽祖宮庄、十二佃庄、本淵藔庄）、海尾藔庄（海尾藔庄）、鄭仔藔庄（文元藔庄、鄭仔藔庄、大港藔庄） |                      |
| 大目降支廳 | 大目降區   | 大目降里：大目降街（大目降街）、拔林庄（拔林庄、洋仔藔庄、下藔庄）、礁坑仔庄（九層林庄、方仔林庄、礁坑仔庄、?膏埤庄、大坵園庄、茄苳坑庄、洪竹仔庄、蔡厝庄、三十六崙庄、桂仔坪庄） 廣儲東里：大坑尾庄（大坑尾庄、臭腳崎庄、茄苓崁庄）、知母義庄（知母義庄、口埤仔庄、新和庄） 外新化南里：潭頂庄（潭頂庄、內隙仔口庄、外隙仔口庄） |                      |
| 大目降支廳 | 廣儲區     | 廣儲西里：崙仔頂庄（崙仔頂庄、英仔甲庄）、西勢庄（西勢庄、蕃薯厝庄、新庄仔庄、樹仔腳庄、後田庄）、王田庄（王田庄、五鬮 厝庄、火燒店庄、對面庄） 廣儲東里：竹仔腳庄（竹仔腳庄、三舍甲庄）、洋仔庄（洋仔庄、下港庄）、唪口庄（唪口庄、營盤後庄）、北勢庄（北勢庄、下甲庄）、車行庄（車行庄） |                      |
| 大目降支廳 | 新市區     | 新化西里：新市街（新市街）、新店庄（新店庄、蕃仔蒼庄、社皮庄）、社內庄（社內庄、馬鞍橋庄、橋頭庄）、番仔藔庄（番仔藔庄） 新化里西堡：三舍庄（三舍庄、椰樹腳庄）、道爺庄（五間厝庄、道爺庄、新藔庄、大道公庄）、看西庄（看西庄、堤唐庄、中藔庄）、橋頭庄（橋頭庄、過港庄、宅仔內庄）、大洲庄（新厝仔庄、大洲庄） 外新化南里：港仔墘庄（港仔墘庄、上崙仔頂庄、下崙仔頂庄、店仔頂庄）                                                                                               |                      |
| 大目降支廳 | 新化里東區 | 新化北里：大營庄（大營庄、九間庄）、大社庄（大社庄）、北勢洲庄（北勢洲庄） 新化東里：山仔頂庄（山仔頂庄、大庄、新庄、南洲庄、磚仔井庄、苦瓜藔庄）、牛稠埔庄（牛稠埔庄、蚵壳潭庄）、蒙正庄（蒙正庄） |                      |
| 大目降支廳 | 北外新化區 | 外新化南里：石仔崎庄（石仔崎庄、卓猴庄、邦藔庄、虎啣庄、𦬬萊宅庄、牛食水庄、頭前溪庄、大松腳庄）、左鎮庄（左鎮庄、揀死猴庄、口社藔庄、拔馬庄、𦬬萊坑庄）、菜藔庄（菜藔庄、風吹嶺庄、三重溪庄、松仔頂庄、埔姜坑庄） |                      |
| 大目降支廳 | 南外新化區 | 外新化南里：山豹庄（山豹庄、蚵壳坑庄、三崁庄、過嶺庄）、崗仔林庄（內崗仔林庄、外崗仔林庄）、草山庄（草山庄、紅毛藔庄、柑仔園庄、草坔庄、二藔庄）、內庄仔庄（內庄仔庄、下埔庄、龜潭庄、三角潭庄、橫山庄、木工庄、山腳庄、芋匏口庄、尾四份庄、公館庄） |                      |
| 灣裡支廳   | 灣裡區     | 善化里西堡：灣裡街（灣裡街、左營庄、右先鋒庄）、曾文庄（曾文庄、什乃庄、九間厝庄、溪尾庄、社內庄）、六份藔庄（六份藔庄、田藔仔庄、東勢藔庄） |                      |
| 灣裡支廳   | 善化里東區 | 善化里東堡：東勢藔庄（東勢藔庄、埤仔尾庄、三塊藔庄、土虱堀庄）、北仔店庄（北仔店庄、大竹圍庄、牛庄、苓仔林庄）、茄拔庄（茄拔庄、二坎庄）、小新營庄（小新營庄、和庄）、坐駕庄（坐駕庄、瓦磘庄、糖廍庄、埔姜林庄） |                      |
| 灣裡支廳   | 安定里東區 | 安定里東堡：蘇厝庄（蘇厝庄、林厝庄、後堀潭庄）、直加弄庄（直加弄庄、鄭拐庄、領奇庄）、港仔尾庄（港仔尾庄、油車庄、四分藔庄、下洲仔庄）、港口庄（港口庄、許中營庄）、六塊藔庄（六塊藔庄、牛肉藔庄、砂崙仔庄、中崙仔庄）、胡厝藔庄（胡厝藔庄、崁頭庄、百二甲庄、西衛庄） |                      |
| 關帝廟支廳 | 歸仁區     | 歸仁南里：歸仁南庄（三塊厝庄、園尾庄、前林庄、後林庄、松仔腳庄、瑤琴館庄、石腳桶庄、廟邊庄、李厝庄、藥店庄、六甲庄、潭墘庄、溝仔墘庄） 歸仁北里：歸仁北庄（舊社街庄、補鼎仔庄、國公府庄、下宅仔庄、公館邊庄、看東厝庄、看西厝庄、許厝庄、羅厝庄、茄苳腳庄、小路社庄、香古宅庄、紅瓦厝庄、大道公廟庄、後市仔庄、崁仔頭庄、崁仔下庄、辜厝庄、梹榔園庄、𦬬萊宅庄、灣厝庄、水堀墘庄） 永豐里：崙仔頂庄（崙仔鼎庄、二甲庄）、沙崙庄（沙崙庄、洲仔庄、土庫庄、沙崙庄、圯舍庄、中埔庄） |                      |
| 關帝廟支廳 | 內新豐區   | 內新豐里：番社庄（番社庄、牛埔庄、烏山頭庄、大坪庄、興化店庄）、中坑仔庄（大尖山庄、楠仔坑庄、大溪尾庄、大溪口庄、中坑仔庄）、龍船庄（龍船庄、石(石曹)庄、苦苓湖庄）、崎頂庄（烏樹林庄、荖藤湖庄、赤欄坑庄、礁坑仔庄、水坑庄、石梯庄、芋園庄、土牛崎庄、考潭庄、苦溪庄、崎頂庄） |                      |
| 關帝廟支廳 | 保西區     | 保東里：頂山腳庄（頂山腳庄、後藔庄、頂湖庄）、埤仔頭庄（埤仔頭庄）、下湖庄（下湖仔內庄、下山仔腳庄、田中央庄） 保西里：八甲庄（八甲庄、崁仔腳庄、田中央庄、七甲庄、大宅庄、柑宅庄、鐵樹腳庄、堀仔頭庄、圳頭庄、康厝庄、黃厝庄、菁埔墘庄、南潭庄）、媽祖廟庄（過港庄、大埔庄、餅店庄、媽祖廟庄、過溝仔庄、鱉穴庄、王厝庄、頂面園庄、大人廟庄、西勢仔庄、埔仔庄、大學庄） |                      |
| 關帝廟支廳 | 關帝廟區   | 外新豐里：關帝廟街（關帝廟街、北勢庄、過坑仔庄、山仔腳庄、隙仔口庄、田中央庄）、新埔庄（新埔庄、嗊哩庄、咬狗溪庄、許厝湖庄、大坵田庄）、五甲庄（五甲庄、韮菜藔庄、四甲廟庄、東勢庄、松仔腳庄、花園庄、土井仔庄、林仔邊庄）、深坑仔庄（深坑仔庄、馬調新庄、打鹿洲庄、八甲藔庄） |                      |
| 噍吧哖支廳 | 外噍吧哖區 | 楠梓仙溪西里：噍吧哖庄（噍吧哖街、田仔墘庄、過溝庄、和薄庄、宅仔內庄）、三埔庄（二埔庄、三埔庄、牛稠庄）、芒仔芒庄（芒仔芒庄、石牌庄、新庄、望明庄、劉陳庄、劉陳尾庄、猫兒干庄）、北藔庄（北藔庄、南藔庄、頭份庄）、竹頭崎庄（竹頭崎庄）、二重溪庄（二重溪庄、走馬瀨庄、唭哩瓦庄、大匏崙庄） 外新化南里：九層林庄（九層林庄、芋匏庄、嶺仔腳庄、莿桐腳庄、鬼仔坑庄、茄苳湖庄） |                      |
| 噍吧哖支廳 | 內噍吧哖區 | 楠梓仙溪西里：密枝庄（密枝庄、雙溪庄）、茄拔庄（茄拔庄、東勢庄、梹榔腳庄）、灣坵庄（灣坵庄、新藔庄、內埔庄、官才弄庄、關帝廳庄）、鹿陶洋庄（鹿陶洋庄、東西煙庄）、鹿陶庄（鹿陶庄、礁吧望庄）、沙仔田庄（沙仔田庄、坑內庄）、龜丹庄（龜丹庄、埔頭庄）、竹圍庄（竹圍庄、番仔厝庄、後旦庄） |                      |
| 噍吧哖支廳 | 內新化區   | 內新化南里：南庄（南庄、小崙尾庄、鏡面庄、湘仔埔庄、興化藔庄）、中坑庄（中坑庄、半平橋庄、尖山庄、七令庄）、菁埔藔庄（菁埔藔庄、苦苓腳庄、竹仔尖庄、心仔藔庄） |                      |

### 1909年後（十二廳時期）
| 支廳       | 區         | 管轄街庄 (堡里：街庄) 粗體為區長役場所在 | 備註                                                                                        |
| ---------- | ---------- | --- | ------------------------------------------------------------------------------------------- |
| 直轄       | 東區       | 臺南市：甲、乙、丁、戊、己 |                                                                                             |
| 直轄       | 西區       | 臺南市：丙、庚、辛 |                                                                                             |
| 直轄       | 永內區     | 永康上中里：網藔庄、埔姜頭庄、蜈蜞潭庄、蔦松庄 內武定里：三崁店庄、六甲頂庄、鹽行庄                                                                 |                                                                                             |
| 直轄       | 永仁區     | 永康下里：虎尾藔庄、後甲庄、三份仔庄 仁和里：竹篙厝庄、桶盤淺庄、鞍仔庄、牛稠仔庄、十三甲庄                                                         | 1911年6月，區長役場由竹篙厝庄搬至後甲庄                                                     |
| 直轄       | 長興區     | 長興上里：大灣庄 長興下里：一甲庄、太子廟庄 |                                                                                             |
| 直轄       | 仁德區     | 仁德北里：塗庫庄、新佃庄、崁腳庄 仁德南里：田厝庄、上崙仔庄                                                                                         |                                                                                             |
| 直轄       | 文依區     | 依仁里：港墘庄、中洲庄、二橋庄 文賢里：車路墘庄、三甲仔庄、大甲庄                                                                                   |                                                                                             |
| 安平支廳   | 安平區     | 效忠里：上鯤鯓庄、安平街 | 1915年併入臺南廳直轄                                                                        |
| 安平支廳   | 新鯤區     | 新昌里：鹽埕庄 效忠里：下鯤鯓庄 | 1915年併入臺南廳直轄                                                                        |
| 安平支廳   | 永寧區     | 永寧里：灣裡庄 | 1915年併入臺南廳直轄                                                                        |
| 安平支廳   | 外武定區   | 外武定里：和順藔庄、安順藔庄、溪心藔庄、媽祖宮庄、海尾藔庄、鄭仔藔庄                                                                                | 1915年併入臺南廳直轄                                                                        |
| 灣裡支廳   | 灣裡區     | 善化里西堡：灣裡街、曾文庄、六份藔庄 |                                                                                             |
| 灣裡支廳   | 善化里東區 | 善化里東堡：東勢藔庄、北仔店庄、茄拔庄、小新營庄、坐駕庄                                                                                            |                                                                                             |
| 灣裡支廳   | 安定里東區 | 安定里東堡：蘇厝庄、直加弄庄、港仔尾庄、港口庄、六塊藔庄、胡厝藔庄                                                                                  |                                                                                             |
| 蔴荳支廳   | 蔴荳區     | 蔴荳堡：蔴荳庄、北勢藔庄 |                                                                                             |
| 蔴荳支廳   | 藔仔廍區   | 蔴荳堡：藔仔廍庄、西庄、溝仔墘庄 茅港尾東堡：南廍庄 赤山堡：番仔田庄、三結義庄                                                                      |                                                                                             |
| 蔴荳支廳   | 茅港尾區   | 茅港尾東堡：茅港尾庄、蔴荳藔庄 茅港尾西堡：十六甲庄、下營庄、大敦藔庄                                                                               | 1911年6月，區長役場由茅尾港庄搬至下營庄                                                     |
| 蔴荳支廳   | 安業區     | 蔴荳堡：安業庄、磚仔井庄、謝厝藔庄 西港仔堡：後營庄、檨子林庄、八份庄、下宅仔庄                                                                     |                                                                                             |
| 蔴荳支廳   | 佳里興區   | 佳里興堡：佳里興庄、溪州庄、港仔尾庄、海埔庄、子良廟庄、蔴荳口庄 蔴荳堡：大山腳庄、埤頭庄                                                           |                                                                                             |
| 蕭壠支廳   | 蕭壠區     | 蕭壠堡：蕭壠庄 佳里興堡：新宅庄 |                                                                                             |
| 蕭壠支廳   | 漚汪區     | 漚汪堡：漚汪庄、苓仔藔庄、巷口庄、角帶圍庄、將軍庄、山仔腳庄                                                                                        | 1911年6月，區長役場由漚汪庄搬至將軍庄                                                       |
| 蕭壠支廳   | 下營區     | 蕭壠堡：下營庄、番仔藔庄、後港庄、城仔內庄、篤加庄、頂山仔庄、下山仔藔庄、七股藔庄 漚汪堡：口藔庄 西港仔堡：大藔庄                                  |                                                                                             |
| 蕭壠支廳   | 西港仔區   | 西港仔堡：西港仔庄、中州庄、南海埔庄、大塭藔庄、竹仔港庄、管藔庄、海藔庄、新吉庄、公親藔庄、劉厝庄                                                  |                                                                                             |
| 蕭壠支廳   | 塭仔內區   | 西港仔堡：塭仔內庄、樹仔腳庄、三股仔庄、七十二份庄、十份塭庄、青草崙庄、土城仔庄、學甲藔庄                                                          |                                                                                             |
| 北門嶼支廳 | 北門嶼區   | 學甲堡：北門嶼庄、蚵藔庄、渡仔頭庄、溪洲仔藔庄 |                                                                                             |
| 北門嶼支廳 | 學甲區     | 學甲堡：學甲庄、學甲藔庄、宅仔港庄 |                                                                                             |
| 北門嶼支廳 | 中洲區     | 學甲堡：中洲庄、溪底藔庄 |                                                                                             |
| 六甲支廳   | 六甲區     | 赤山堡：六甲庄、七甲庄、二甲庄、水漆林庄、中社庄、港仔頭庄、龜仔港庄、林鳳營庄、菁埔庄、王爺宮庄、水流東庄、九重橋庄、大坵園庄 善化里東堡：南勢坑庄 |                                                                                             |
| 六甲支廳   | 官佃區     | 赤山堡：官佃庄、中脇庄、烏山頭庄、角秀庄、二鎮庄、拔仔林庄、笨潭庄 善化里東堡：雙溪仔庄、社仔庄、三塊厝庄、番仔渡頭庄                               |                                                                                             |
| 六甲支廳   | 內庄區     | 善化里西堡：內庄、頭社庄、鳴頭庄、口宵里庄、萊宅庄                                                                                                  |                                                                                             |
| 噍吧哖支廳 | 外噍吧哖區 | 楠梓仙溪西里：噍吧哖庄、三埔庄、芒仔芒庄、北藔庄、竹頭崎庄、二重溪庄 外新化南里：九層林庄                                                           |                                                                                             |
| 噍吧哖支廳 | 內噍吧哖區 | 楠梓仙溪西里：密枝庄、茄拔庄、灣坵庄、鹿陶洋庄、鹿陶庄、沙仔田庄、龜丹庄、竹圍庄                                                                    |                                                                                             |
| 噍吧哖支廳 | 內新化區   | 內新化南里：南庄、中坑庄、菁埔藔庄 |                                                                                             |
| 大目降支廳 | 大目降區   | 大目降里：大目降街、拔林庄、礁坑仔庄 廣儲東里：大坑尾庄、知母義庄 外新化南里：潭頂庄                                                                |                                                                                             |
| 大目降支廳 | 廣儲區     | 廣儲西里：崙仔頂庄、西勢庄、王田庄 廣儲東里：竹仔腳庄、洋仔庄、唪口庄、北勢庄、車行庄                                                               |                                                                                             |
| 大目降支廳 | 新市區     | 新化西里：新市街、新店庄、社內庄、番仔藔庄 新化里西堡：三舍庄、道爺庄、看西庄、橋頭庄、大洲庄 外新化南里：港仔墘庄                                  |                                                                                             |
| 大目降支廳 | 新化里東區 | 新化北里：大營庄、大社庄、北勢洲庄 新化東里：山仔頂庄、牛稠埔庄、蒙正庄                                                                             |                                                                                             |
| 大目降支廳 | 北外新化區 | 外新化南里：石仔崎庄、左鎮庄、菜藔庄 |                                                                                             |
| 大目降支廳 | 南外新化區 | 外新化南里：山豹庄、崗仔林庄、草山庄、內庄仔庄 |                                                                                             |
| 關帝廟支廳 | 保西區     | 保東里：頂山腳庄、埤仔頭庄、下湖庄 保西里：八甲庄、媽祖廟庄                                                                                         |                                                                                             |
| 關帝廟支廳 | 歸仁區     | 歸仁南里：歸仁南庄 歸仁北里：歸仁北庄 永豐里：崙仔頂庄、沙崙庄                                                                                      |                                                                                             |
| 關帝廟支廳 | 內新豐區   | 內新豐里：番社庄、中坑仔庄、龍船庄、崎頂庄 |                                                                                             |
| 關帝廟支廳 | 關帝廟區   | 外新豐里：關帝廟街、新埔庄、五甲庄、深坑仔庄 |                                                                                             |
| 關帝廟支廳 | 崇德區     | 崇德西里：大苓庄、林仔邊庄、刣豬厝庄、大潭庄、龜洞庄、布袋尾庄                                                                                      |                                                                                             |
| 阿公店支廳 | 阿公店區   | 仁壽上里：阿公店街、前峯庄、街尾崙庄、後協庄 仁壽下里：臺上庄、大藔庄、後紅庄                                                                       |                                                                                             |
| 阿公店支廳 | 梓官區     | 仁壽上里：白米庄、石螺潭庄、梓官庄、大舍甲庄、茄苳坑庄、赤崁庄、蚵仔藔庄                                                                            |                                                                                             |
| 阿公店支廳 | 彌陀港區   | 仁壽上里：漯底庄、海尾庄、舊港口庄、鹽埕庄、彌陀港庄、港口崙庄                                                                                      |                                                                                             |
| 阿公店支廳 | 五甲尾區   | 嘉祥外里：九鬮庄、拕子庄、土庫庄、五甲尾庄、前峯仔庄                                                                                                |                                                                                             |
| 阿公店支廳 | 阿嗹區     | 嘉祥外里：阿嗹庄、中路庄、崙仔頂庄、石案潭庄、崗山營庄                                                                                              |                                                                                             |
| 阿公店支廳 | 大湖區     | 長治二圖里：大湖庄、湖內庄、竹滬庄、後鄉庄 |                                                                                             |
| 阿公店支廳 | 一甲區     | 長治一圖里：一甲庄、下坑庄、營後庄、新園庄 維新里：下社庄、大社庄、半路竹庄                                                                         |                                                                                             |
| 阿公店支廳 | 竹仔港區   | 維新里：灣仔內庄、本洲庄、竹仔港庄、烏樹林庄、北嶺墘庄、三爺埤庄、鴨母藔庄                                                                          |                                                                                             |
| 阿公店支廳 | 圍仔內區   | 文賢里：海埔庄、圍仔內庄、頂茄萣庄、崎漏庄 |                                                                                             |
| 打狗支廳   | 打狗區     | 大竹里：打狗、中洲庄 | 1912年9月，哨船頭街、鹽埕埔庄、鹽埕庄、旗後街、烏松庄合併為打狗                             |
| 打狗支廳   | 苓雅藔區   | 大竹里：大港庄、三塊厝庄、林德官庄、大港埔庄、前金庄、苓雅藔庄、過田仔庄、戲獅甲庄、前鎮庄                                                          | 1920年1月，區長役場由苓雅寮庄搬至過田仔庄                                                   |
| 打狗支廳   | 埤仔頭區   | 興隆內里：內惟庄、桃仔園庄、前峯尾庄、覆鼎金庄 興隆外里：埤仔頭庄                                                                                   |                                                                                             |
| 打狗支廳   | 左營區     | 興隆外里：菜公庄、左營庄、廍後庄、竹仔腳庄 |                                                                                             |
| 楠梓坑支廳 | 楠梓坑區   | 觀音中里：楠仔坑街、土庫庄、林仔邊庄、三奶壇庄、大社庄 觀音下里：後庄仔庄                                                                           |                                                                                             |
| 楠梓坑支廳 | 後勁區     | 半屏里：後勁庄、右冲庄、五塊厝庄、八卦藔庄、大灣庄                                                                                                  |                                                                                             |
| 楠梓坑支廳 | 仕隆區     | 仁壽里：頂鹽田庄、五里林庄、白樹仔庄、林仔頭庄、橋仔頭庄、援中港庄、下鹽田庄、九甲圍庄、仕隆庄 觀音中里：中崎庄                                     |                                                                                             |
| 楠梓坑支廳 | 保舍甲區   | 觀音中里：中路林庄、保舍甲庄、牛食坑庄、面前埔庄、鳳山厝庄、蜈蜞潭庄                                                                                | 1911年8月，區長役場由保舍甲庄搬至鳳山厝庄                                                   |
| 楠梓坑支廳 | 考潭區     | 觀音下里：竹仔門庄、仁武庄、新庄、赤山仔庄、考潭庄、灣仔內庄、蛇仔形庄、前埔厝庄、烏材林庄                                                          |                                                                                             |
| 楠梓坑支廳 | 援巢中區   | 觀音上里：千秋藔庄、援巢中庄、援巢右庄、竹仔腳庄、瓊仔林庄、吊雞林庄、深水庄、滾水坪庄、角宿庄、滾水庄、湖仔內庄                                    |                                                                                             |
| 鳳山支廳   | 鳳山區     | 大竹里：鳳山街、竹仔腳庄、新庄仔庄 |                                                                                             |
| 鳳山支廳   | 七老爺區   | 大竹里：道爺廍庄、七老爺庄、五甲庄、新甲庄、籬仔內庄、五塊厝庄                                                                                      | 1920年1月，區長役場由五甲庄搬至五塊厝庄                                                     |
| 鳳山支廳   | 赤山區     | 赤山里：灣仔內庄、赤山庄、鳥松腳庄、夢里庄、崎仔腳庄、牛潮埔庄、田草埔庄、山仔腳庄、本館庄、坔埔庄、大腳腿庄、十九灣庄                              |                                                                                             |
| 鳳山支廳   | 空地仔區   | 鳳山上里：灣仔頭庄、過埤仔庄、空地仔庄、中大厝庄、大坪頂庄、莿蔥腳庄、中廍庄、二橋庄                                                                | 1911年6月，區長役場中大厝庄搬至空地仔庄                                                     |
| 鳳山支廳   | 港仔墘區   | 鳳山下里：草衙庄、佛公庄、港仔墘庄、二苓庄、大人宮庄、店仔後庄                                                                                      |                                                                                             |
| 鳳山支廳   | 大林蒲區   | 鳳山下里：鹽水港庄、中林仔庄、鳳鼻頭庄、大林蒲庄、紅毛港庄                                                                                          |                                                                                             |
| 鳳山支廳   | 中芸區     | 小竹下里：汕尾庄、中芸庄、港仔埔庄 |                                                                                             |
| 鳳山支廳   | 林仔邊區   | 小竹下里：林仔邊庄、王公廟庄、溪洲庄 |                                                                                             |
| 鳳山支廳   | 赤崁區     | 小竹下里：潭頭庄、赤崁庄、拷潭庄、大藔庄 |                                                                                             |
| 鳳山支廳   | 翁公園區   | 小竹上里：磚仔磘庄、翁公園庄、山仔頂庄 |                                                                                             |
| 鳳山支廳   | 九曲堂區   | 小竹上里：小坪頂庄、大樹腳庄、九曲堂庄、無水藔庄 | 1913年8月，小坪頂區更名為九曲堂區，區長役場亦由小坪頂區搬遷 1920年1月，區長役場搬至大樹腳庄 |
| 鳳山支廳   | 姑婆藔區   | 觀音內里：檨仔腳庄、姑婆藔庄、溪埔庄 |                                                                                             |

附註
1. ↑  這五庄在1913年11月4日調整為善化里西堡[9]。
2. ↑  上述五庄於1913年11月4日改隸善化里東堡[9]。
3. ↑  蒙正庄在1913年11月4日改隸善化里東堡[9]。

## 歷任廳長
| 任次 | 肖像 | 姓名 (生–卒)         | 在任時間       | 在任時間       | 備註 |
| ---- | ---- | -------------------- | -------------- | -------------- | ---- |
| 1    |      | 山形脩人 (1856–1908) | 1901年11月11日 | 1907年4月5日   |      |
| 2    |      | 村上先 (1863–1925)   | 1907年4月5日   | 1907年11月27日 |      |
| 3    |      | 津田毅一 (1869–1937) | 1907年11月27日 | 1909年10月25日 |      |
| 4    |      | 松木茂俊 (1868–？)   | 1909年10月25   | 1915年12月17日 |      |
| 5    |      | 枝德二 (1863–1932)   | 1915年12月17日 | 1920年10月1日  |      |

附註
1. ↑  原鹽水港廳長。
2. ↑  原桃園廳長。
3. ↑  改任嘉義廳長。
4. ↑  原臺中廳長。
5. ↑  改任臺南州知事。

### 引用
1. ↑  . 臺南廳報. 1901-11-23.
2. ↑  臺灣總督府史料編纂會. . 1914.
3. ↑  臺灣總督府史料編纂會. . 1915.
4. 1 2  . 臺南廳報. 1915-04-29.
5. ↑  臺灣總督府史料編纂會. . 1916.
6. ↑  . 台南廳報. 1904-04-01.
7. 1 2 3 4  臺灣總督府公文類纂. . 1903-03.
8. ↑  台南廳. . 1912-10-15.
9. 1 2 3  《臺灣總督府府報》〈府令第九十四號〉，1913年11月4日
10. ↑  . 臺灣總督府報. 1912-09-21.
11. ↑  . 臺灣總督府報. 1913-08-02.